# Кызылга (озеро)
Кызылга, Кызылгы или Казылга — старица реки Белая (приток Камы). Расположена на территории сельского поселения «Савалеевский сельсовет» в Кармаскалинском районе Башкортостана.

## Этимология
Топоним Кызылгы имеет тюркское происхождение и буквально означает «красная местность» (-кызыл + словообразующий аффикс имени существительного -гы).

## Описание
Озеро располагается в частично болотистой, местами поросшей лесом (с преобладанием ольхи и осины) пойме реки Белая. Вокруг Кызылги расположено множество других, более маленьких, озёр, а также более крупное, находящееся в 1,5 км восточнее, озеро Большой Толпак. Высота озера над уровнем моря составляет 90 м, площадь водной поверхности равняется 0,36 км². Имеет вытянутую извилистую форму длиной около 8 км С юга в озеро впадает одноимённая река, а на севере оно соединяется с Белой периодически пересыхающим водотоком. В нескольких местах, где озеро наиболее узкое и мелкое, его пересекают дороги.
Ближе всего к озеру находится деревня Ибрагимово и оздоровительный лагерь «Наука», которые располагаются на его западном берегу, немного дальше размещаются населённые пункты — Кабаково (адм. центр сельского поселения «Кабаковский сельсовет»), Кулушево и Савалеево (адм. центр сельского поселения «Савалеевский сельсовет»).
Летом 2009 у озера открылся спортивно-оздоровительный лагерь «Виктория».
У озера находится 4 археологических памятника: Ибрагимовский Могильник, Ибрагимовская I стоянка и селище, Ибрагимовское поселение и Ибрагимовская II стоянка.

## Данные водного реестра
По данным государственного водного реестра России относится к Камскому бассейновому округу, водохозяйственный участок реки — Белая от водомерного поста села Охлебино до города Уфы, без рек Уфы (от истока до посёлка городского типа Шакша) и Дёма (от истока до водомерного поста у деревни Бочкарёвки). Речной бассейн реки — Кама. Речной подбассейн — Белая.